# Storchenbrunnen (Kopenhagen)

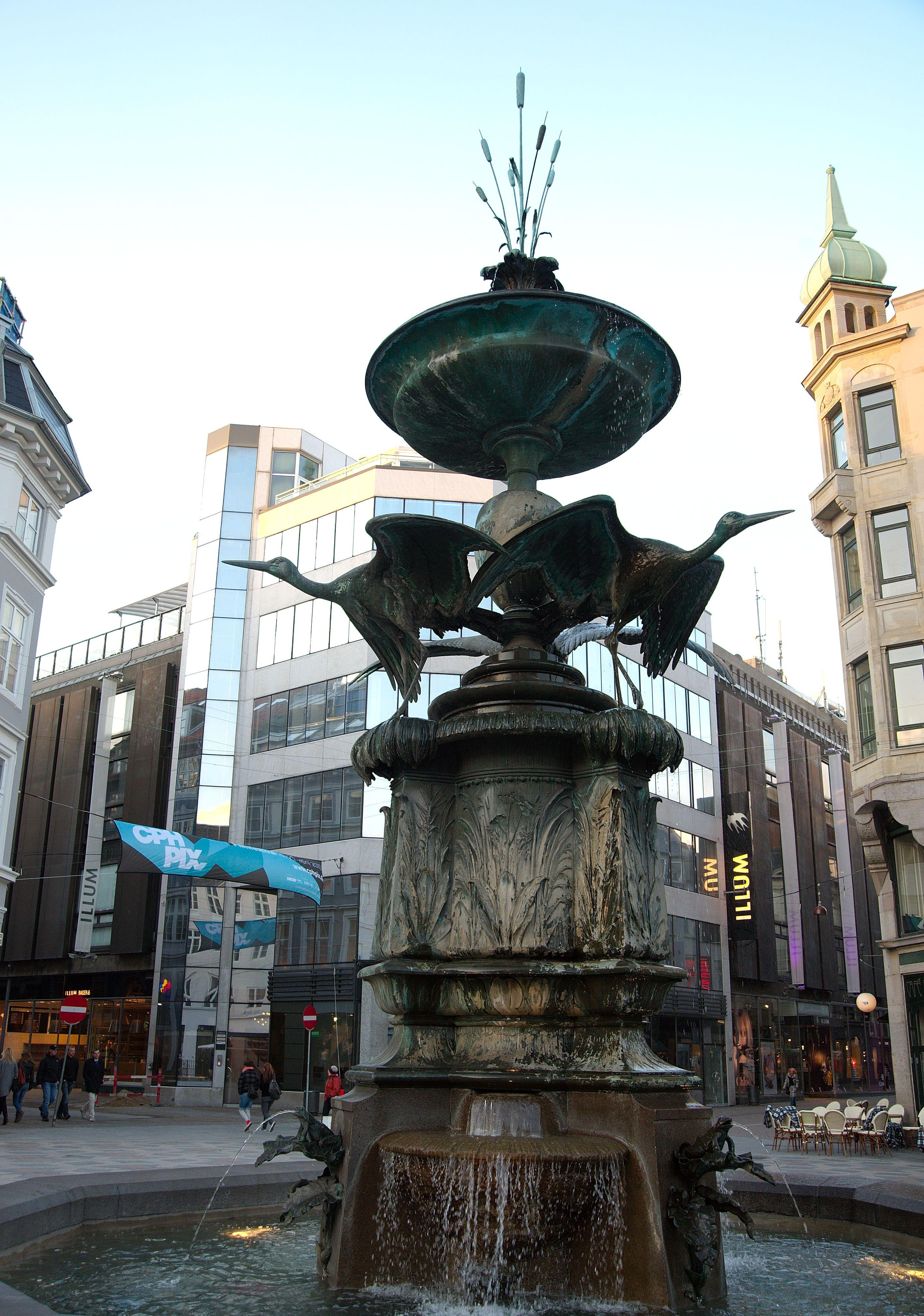
Gesamtansicht

Der Storchenbrunnen (dän. Storkespringvandet) ist ein Springbrunnen auf dem zentralen Amagertorv, einem Platz entlang der Kopenhagener Fußgängerzone Strøget.

## Geschichte
Der 1885 gegründete Verein zur Verschönerung der Hauptstadt (dän. Foreningen til Hovedstadens Forskønnelse) stiftete den Brunnen 1888 als ein Geschenk der Stadt an Kronprinz Friedrich (später Friedrich VIII.) und seine Frau Louise von Schweden anlässlich deren Silberhochzeit 1894. Die Bildhauerarbeit stammt von Vilhelm Bissen. Ein weiterer Wettbewerbsbeitrag war der Drachenspringbrunnen von Thorvald Bindesbøll und Joakim Skovgaard. Er wurde stattdessen auf dem Rådhuspladsen aufgestellt.

## Gestaltung
Der Brunnen besteht aus einem neuneckigen Becken, aus dem sich eine mehrteilige Säule erhebt. Die sechsseitige Basis besteht aus Granit und ist abwechselnd von je drei wasserspeienden, auf einem Blatt sitzenden Fröschen bzw. Muschelschalen dekoriert. Darauf folgt eine bronzene Trommel mit Motiven von Röhrichtpflanzen. Darüber erheben sich die drei namensgebenden Störche, die mit ihren aufgespannten Flügeln zum Flug aufbrechen. Aus der darüber liegenden Brunnenschale wachsen abschließend Rohrkolben.

## Sonstiges
- Der Brunnen gilt als zentraler Versammlungsort. So treffen sich seit den 1950er Jahren alljährlich frisch absolvierte Hebammen, um um den Brunnen zu tanzen. In den 1960er Jahren trafen sich hier Hippies und Punks zu Kundgebungen.[3]

- Lange hielt sich die Legende, dass es sich bei den Vögeln nicht um Störche, sondern um Reiher handeln soll. Anhand der Flügel- und der Kopfform der Vögel hat die Dänische Ornithologische Vereinigung dieses Gerücht jedoch 2006 widerlegt.[4]

- 2009 wurde der Brunnen Gegenstand eines Experiments der Universität Kopenhagen zum Thema virales Marketing und soziale Medien: der Fachbereich Internetpsychologie richtete eine Facebook-Gruppe gegen einen Abriss des Storchenbrunnens ein. Binnen zwei Wochen fanden sich 27.000 Unterstützer. Von einem Abriss war jedoch offiziell nie die Rede.[5]